# フルクロキサシリン
フルクロキサシリン（Flucloxacillin）、または、フロキサシリン（Floxacillin）は、皮膚感染症、外耳感染症、下腿潰瘍の感染症、糖尿病性足感染症、骨の感染症の治療に用いられる抗生物質である。他の医薬品と併用して肺炎や心内膜炎の治療に用いられることもある。手術前にブドウ球菌感染症の予防に用いられることもある。メチシリン耐性黄色ブドウ球菌（MRSA）に対しては効果がない。投与法は、経口摂取か静脈や筋肉への注射である。
一般的な副作用には、胃のむかつきがあげられる。その他の副作用には、筋肉や関節の痛み、息切れ、肝臓の障害などがあげられる。ペニシリンにアレルギー反応のある人には使用するべきではない。フルクロキサシリンはペニシリンに分類される狭域スペクトラムβ-タラクタム抗生物質である。クロキサシリンやジクロキサシリンと効果が似ており、ペニシリナーゼ形成菌に対して活性する。
フルクロキサシリンは1961年に特許認可された。後発医薬品として入手可能である。英国の国民保健サービスにかかる費用は、250mgの100錠で20ポンド未満である。2011年の米国やカナダでは一般的に使用されていない。

## 医療用途

### 肌

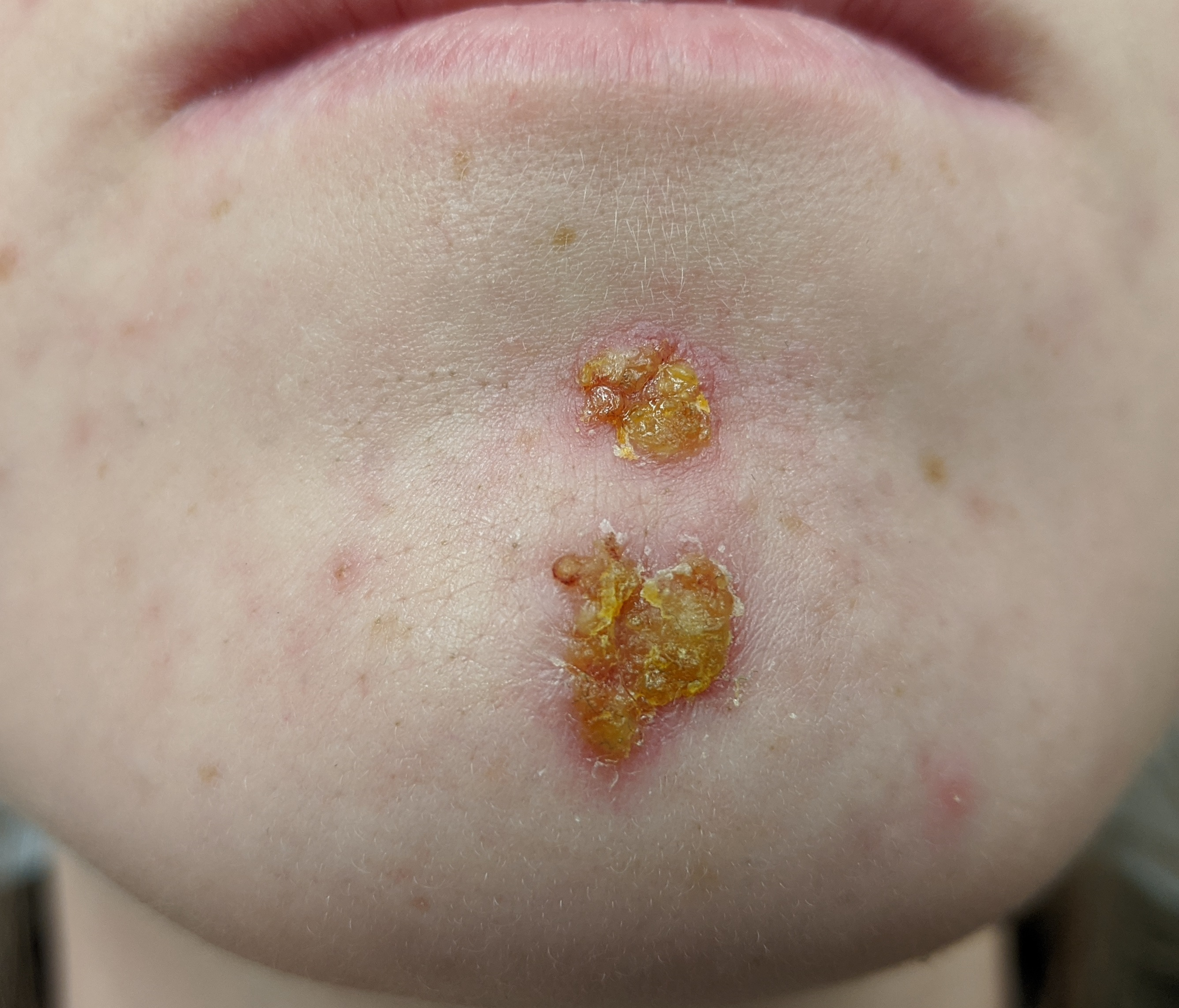
Impetigo
Erysipelas
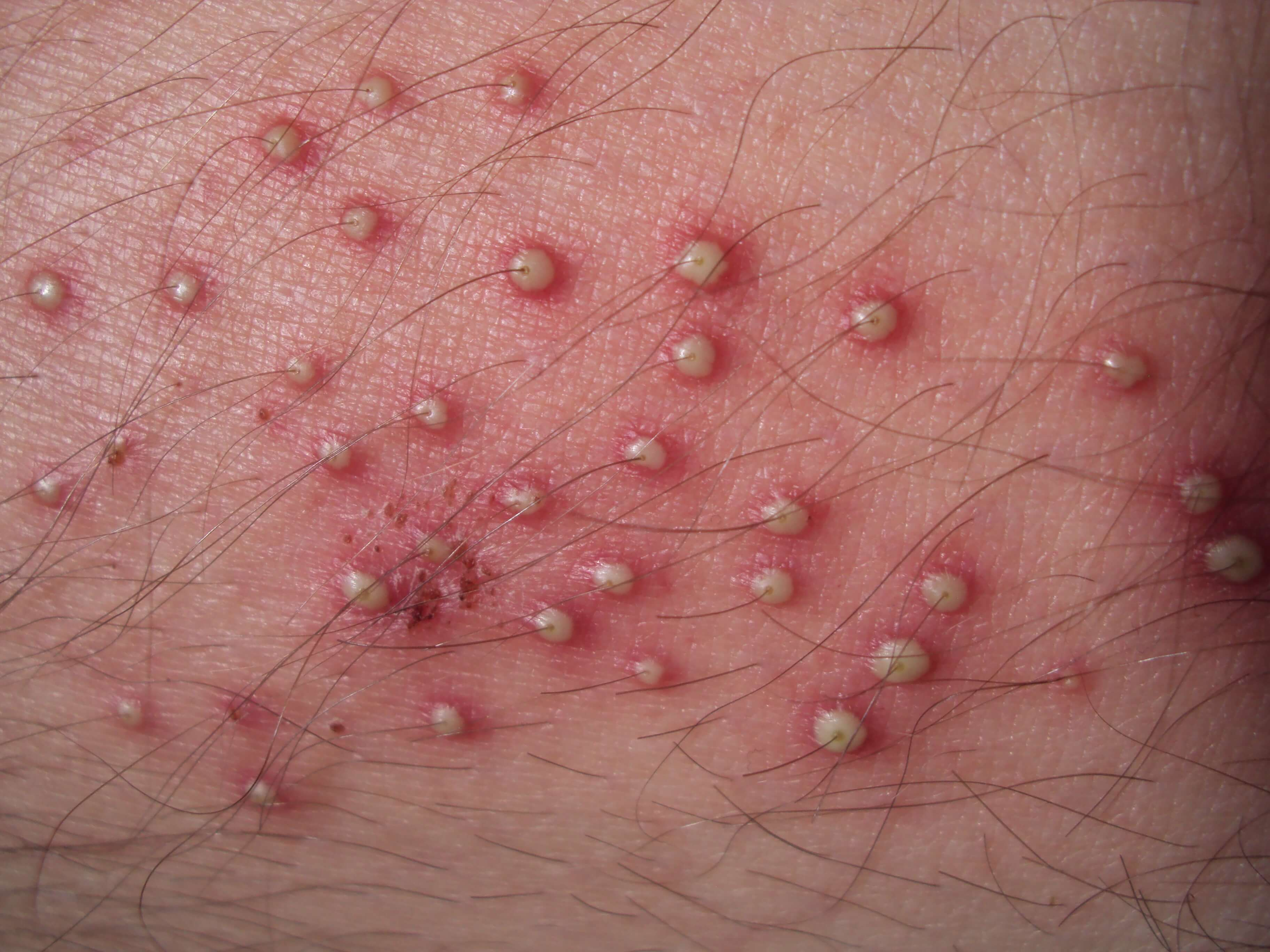
Folliculitis
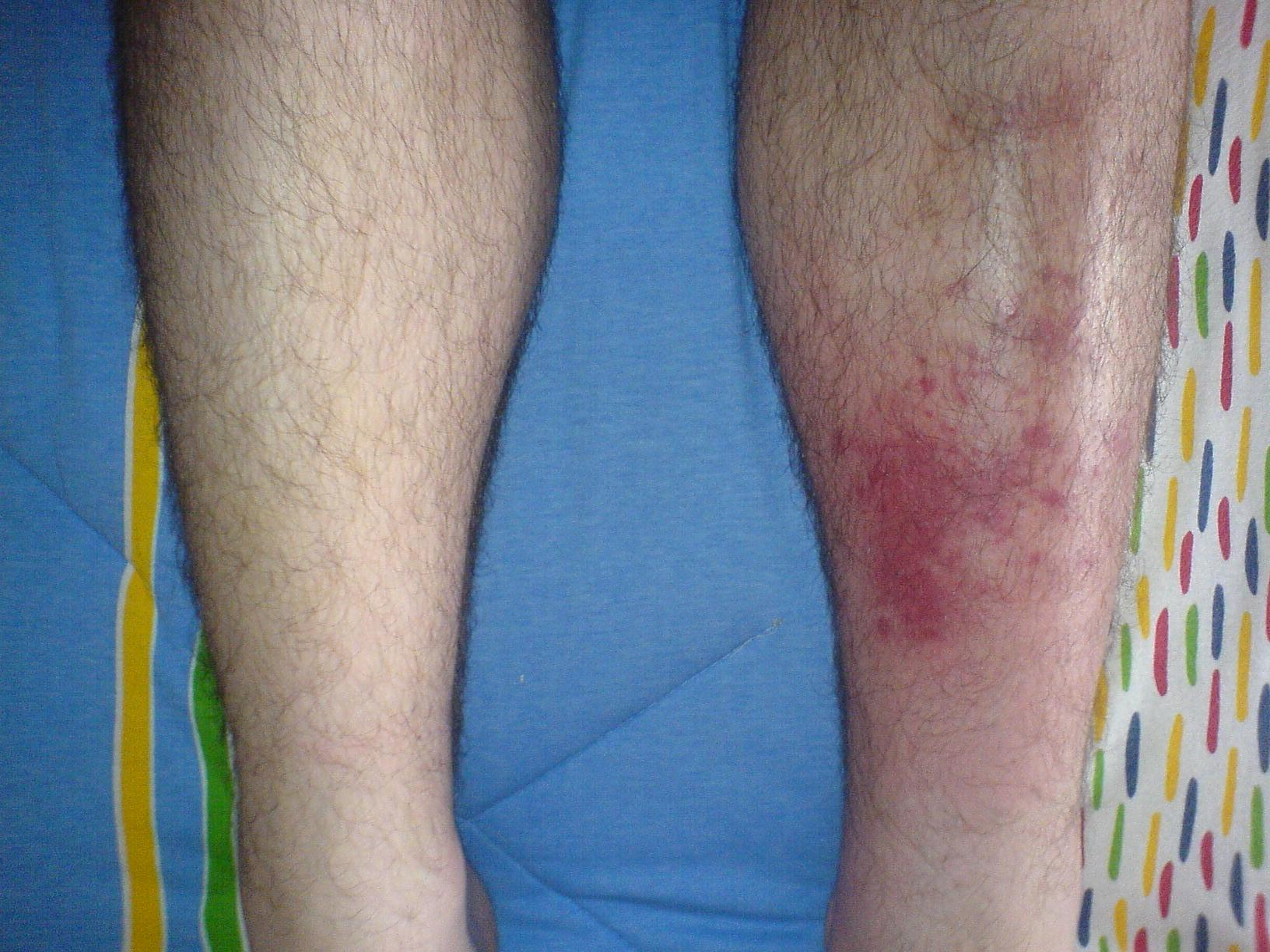
Cellulitis
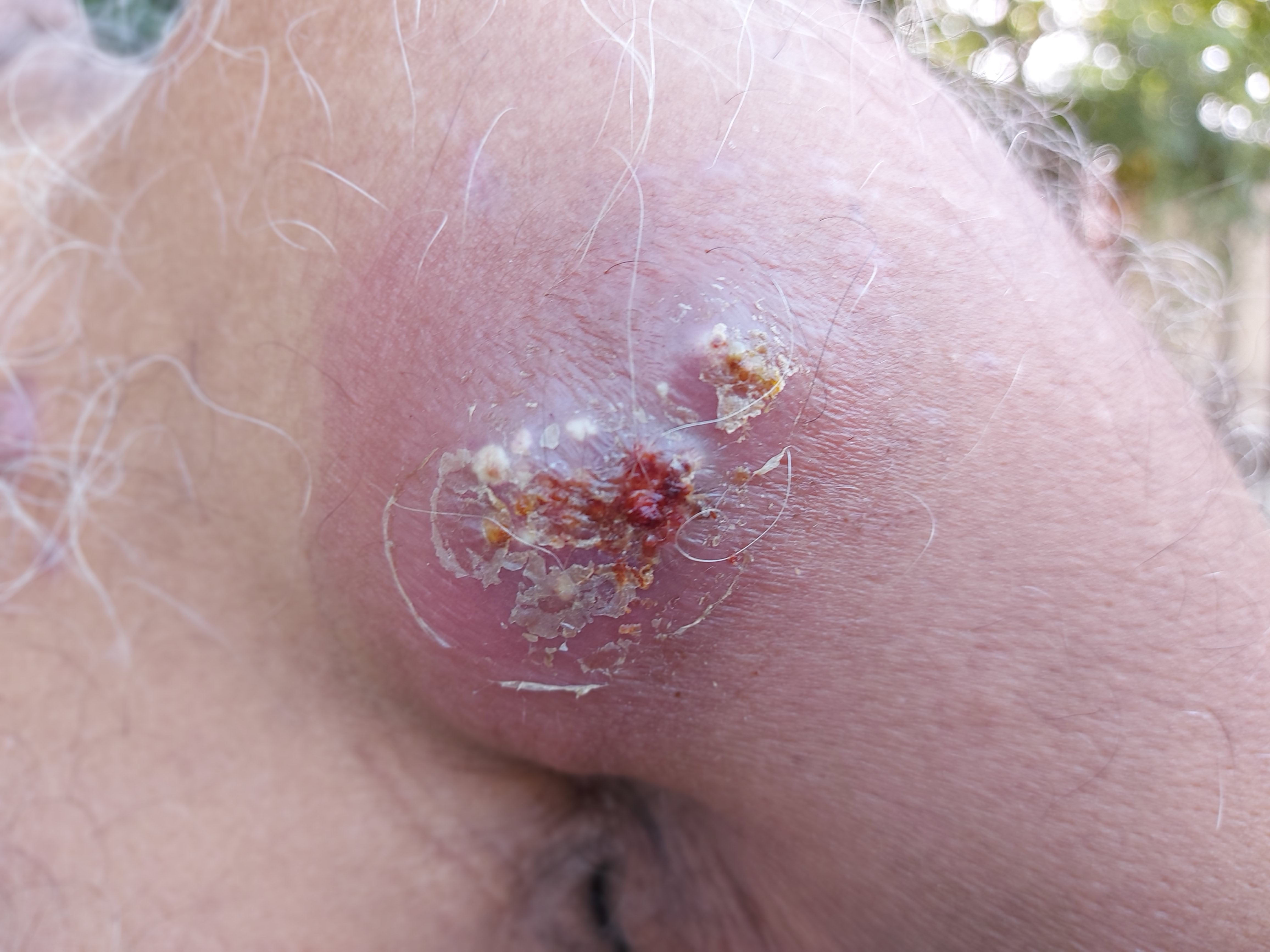
Carbuncle

## 組み合わせ

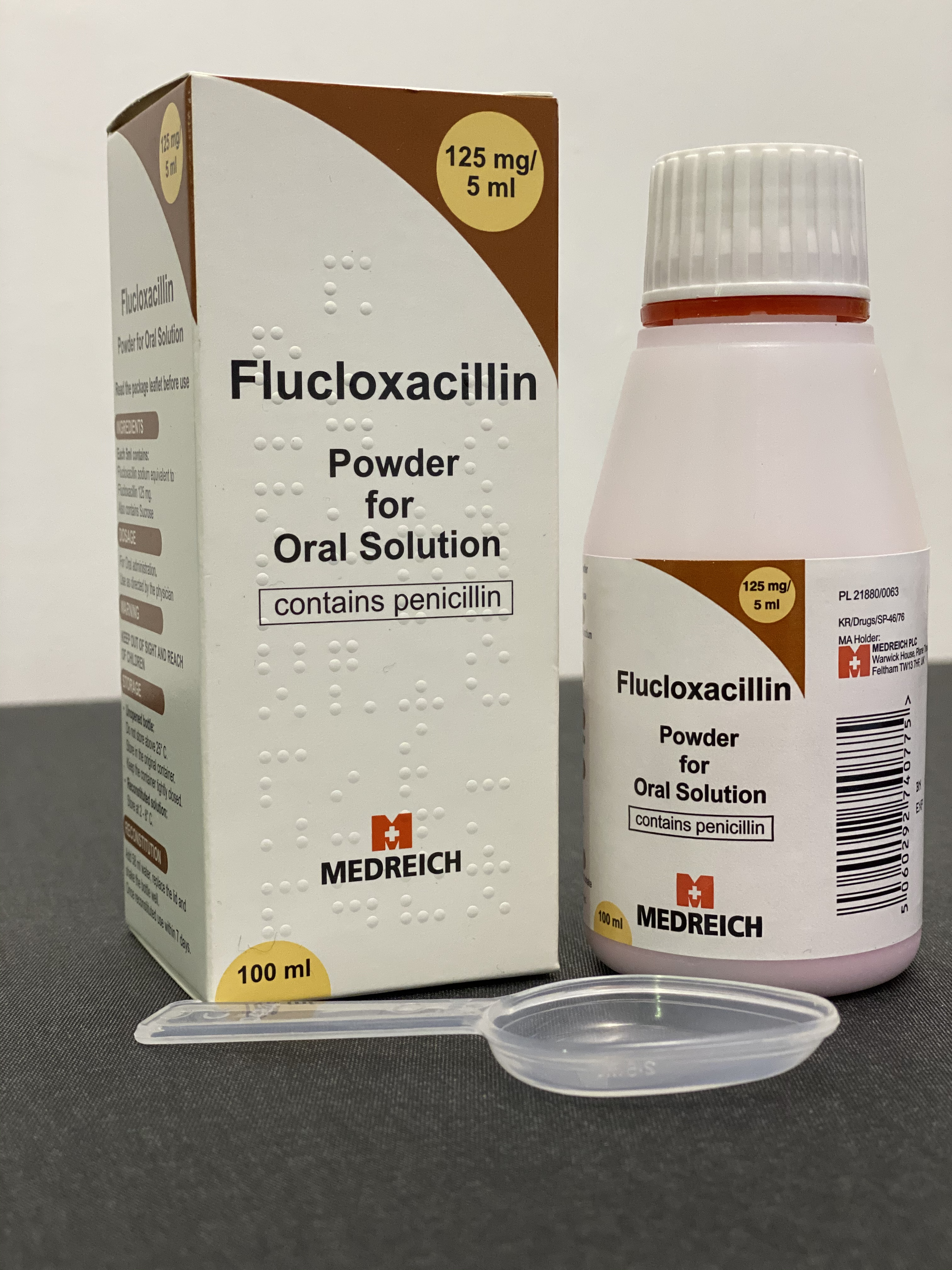
経口液剤用フルクロキサシリン粉末125mg / 5ml、計量スプーン付き
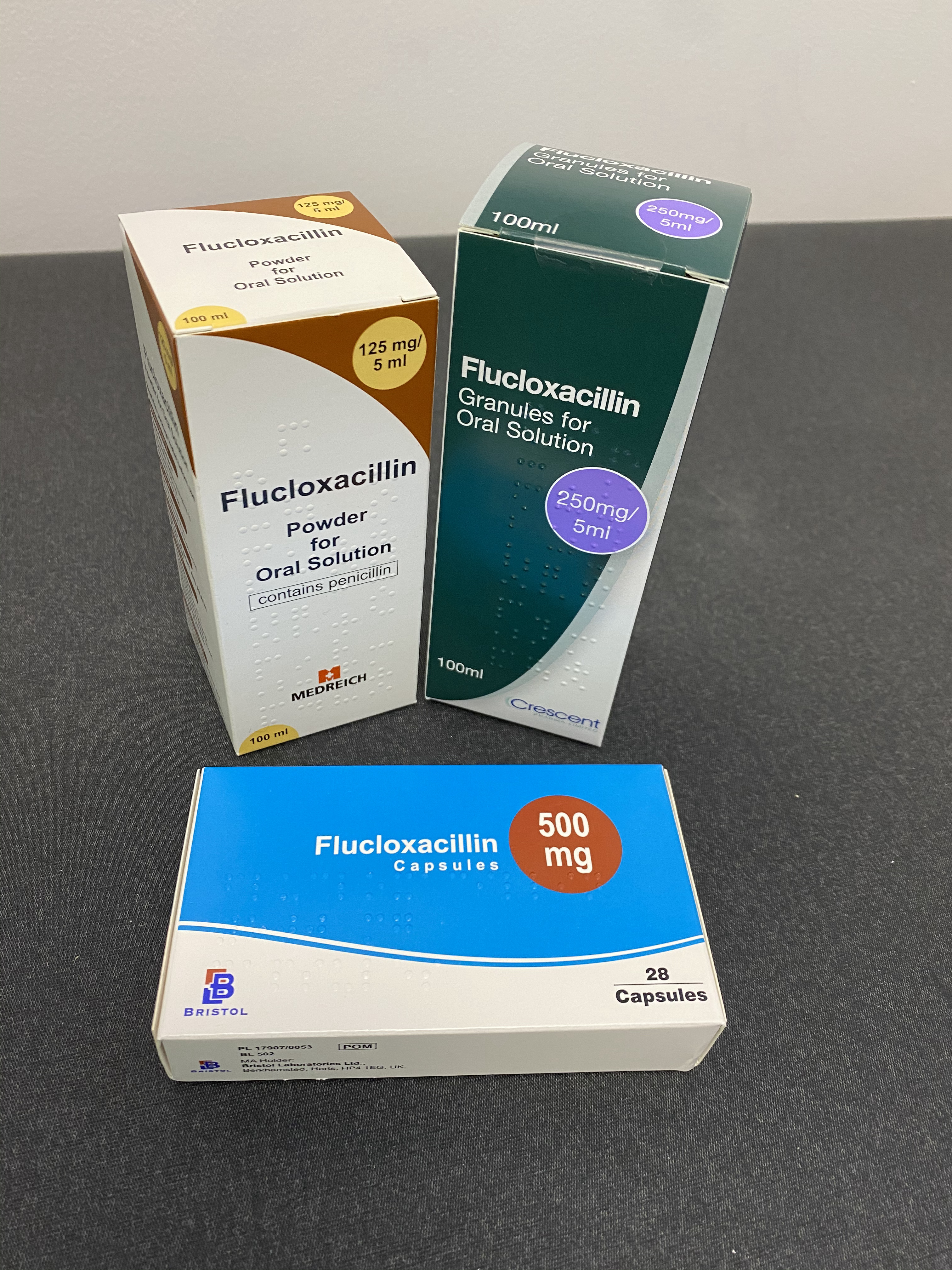
英国で見つかったフルクロキサシリン製剤の選択
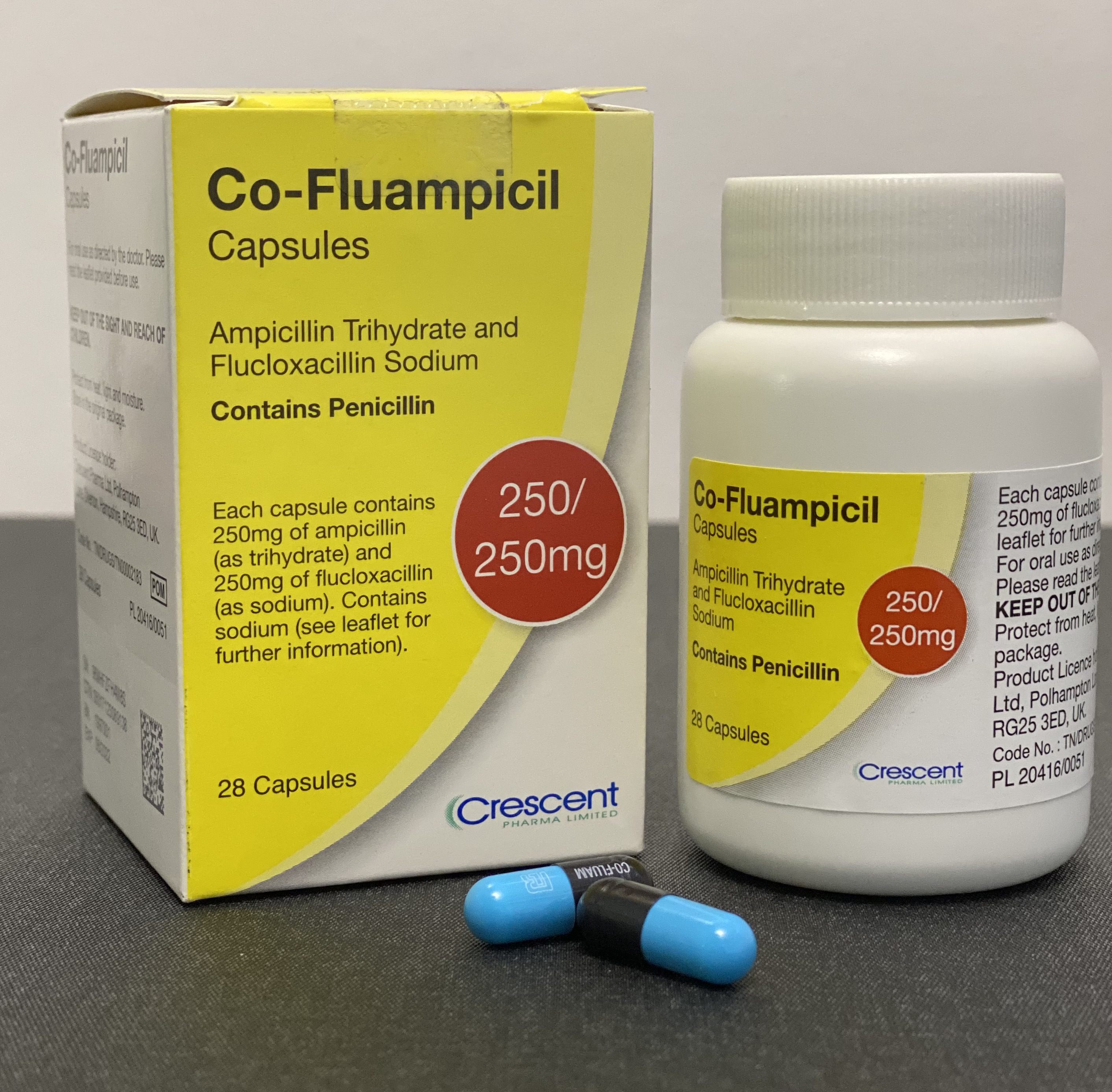
コフルアンピシリン：アンピシリンと組み合わせたフルクロキサシリン（英国）